# Васил Божков
Васил Крумов Божков е български олигарх, предприемач, политик и създател на Гражданска платформа „Българско лято“. Сочен до 2020 г. за най-богатия българин със състояние между 1 и 3 млрд. лева. Обвиняем е за извършването на редица престъпления.
През януари 2020 г. Божков напуска България и бяга в Дубай, за да избегне задържането си. Повдигнати са му редица обвинения, между които свързани с убийства, пране на пари, укриване на данъци, изнасилване и др. След бягството си Божков твърди, че е бил подлаган на системен рекет от властите. През март 2022 г. Цветомир и Боян Найденови, бивши бизнес партньори на Божков, споменават в интервю, че той им признал, че е поръчал убийството на Манол Велев. Известен с прякора Черепа, във вътрешна кореспонденция на щатския държавен департамент Божков е определян като „най-печално известният гангстер на България“. Санкциониран е за корупция по закона „Магнитски“.

## Биография

### Образование
Божков завършва Националната математическа гимназия (сега Национална природо-математическа гимназия) в София. Има две висши образования – специалност „Приложна математика“ в Софийския университет и „Икономика на труда“ в УНСС.

### Предприемачество
Божков започва търговската си дейност ок. 1989 г. край софийската сладкарница „Магура“, където нелегално се продават валута, антични предмети и оръжие. Скоро открива верига обменни бюра. През 1991 г. регистрира основната си фирма „Нове Холдинг“, в която е най-голям акционер и от 2005 г. – председател на Съвета на директорите.
През 1991 г. Божков става съдружник с Илия Павлов и Младен Михалев – Маджо в хазартната фирма Ай Джи Ем. Отваря казино в софийския хотел „Рила“. Към 2007 г. е съвладелец на казината в „Радисън САС“ и „Хемус“ и на бинго зали.
В 1994 г. Божков открива Българска търговска индустриална банка (БТИБ), която през 1996 – 1997 г. се слива с Кредитна банка на „Мултигруп“. Кредитна банка фалира през 1999 г. През 2000 г. той закупува активите на фалиралата Първа частна банка.
През 2006 г. Божков купува през борсата бившия приватизационен фонд „ХД Пътища“. Основен акционер в „Холдинг пътища“ е „АБВ Инженеринг“, която е собственост на „Нове интернал“ (дъщерна компания на „Нове холдинг“). Чрез „Холдинг пътища“ Божков изкупува голяма част от регионалните държавни пътно-строителни фирми, които преди това са били собственост на Главно управление „Пътища“.
В края на 2007 г. при разпределение на излишъка на републиканския бюджет и изказани съмнения за обективността на разпределението фирми на Васил Божков взимат 47,7 милиона лева от парите, отпуснати по фонд „Републиканска пътна инфраструктура“.
През 2006 г. полското списание „Wprost“ оценява състоянието на Божков на един милиард щатски долара, през 2007 г. – на 1,5 млрд. щатски долара, а през 2008 г. – на 1,35 млрд. щатски долара.
Има слухове, че през 2008 е работил с бизнесмена и предприемач Радостин Иванов.
Член е на Конфедерацията на едрите индустриалци и на Български бизнес клуб „Възраждане“ от основаването на всяко от двете сдружения през 1993 и 2001 г.

### Колекционерство
През 2004 г. Божков създава фондация „Тракия“ с официална цел „организиране и подпомагане издирването и опазването на културните ценности, част от българското и световното културно-историческо наследство“. Неин изпълнителен директор е Кирил Христосков, бивш служител на НСБОП до 1998 г., а през 80-те години създател на отдела за борба с контрабанда на антики в бившата Държавна сигурност. Фондацията се занимава главно с излагане и обнародване на притежавани от Божков старини, но е финансирала и археологически разкопки през 2005 – 2007 г.
Божков притежава сбирка от антични предмети, за които Божидар Димитров твърди, че са били изнесени от България преди 1911 г. и закупени в чужбина. През 2005 г. сбирката е описана от Иван Маразов. Част от нея е излагана в Брюксел (2006) и Москва (2009). През 2011 г. в Националния исторически музей гостува изложбата „Тракия и Древният свят XV-I в. пр. Хр. – колекция Васил Божков“, съдържаща 230 паметника на тракийското и гръко-римското изкуство.
Като колекционер Божков се обявява против приетия през 2009 г. Закон за културното наследство.

### Участие в спорта
През 1993 г. Божков създава агенцията за спортни залагания „Еврофутбол“, в която от 2002 г. като съдружник влиза гръцкият милиардер Сократис Кокалис с фирмата си „Интралот“.
През 2000 г. Божков е избран за председател на Българската федерация по спортна стрелба, а през 2003 г. оглавява Българската федерация по шахмат. През 1999 г. купува ПФК „ЦСКА“ АД, който впоследствие продава на Прамод Митал (4.12.2006). През 2009 г. той обявява футболистите за „съвременните гладиатори“. През февруари 2019 г. със специално прессъобщение на компанията „Нове холдинг“ Божков съобщава, че става собственик на ПФК Левски (София) и се заема с неговото управление, финансиране и дългосрочно развитие. Бизнесменът твърди, че за период от една година е инвестирал близо 25 млн. лева в клуба. На 8 май 2020 г. Васил Божков джиросва акциите на „ПФК Левски“ на Бойко Борисов (обвинявайки го в рекет и изземане на частен бизнес, с помощ на държавните наказателни структури). На 13 май 2020 г. май премиерът, отказва акциите. На 2 юни 2020 г. прехвърля целия пакет акции на футболната легенда Наско Сираков.

### Предполагаеми злоупотреби
Във финансовите среди и в печата са изказани съмнения, че Божков извършва манипулации за сметка на миноритарните собственици, като източва „Нове холдинг“ чрез изваждането на непублични дъщерни фирми и премии лично за себе си. На 5 януари 2009 г. общото събрание на „Холдинг Пътища“ гласува на Божков допълнително възнаграждение от 3,84 милиона лева. Комисията за финансов надзор не отчита нередности.

### Предполагаеми връзки с организираната престъпност
Божков е подозиран в тесни връзки с групировката „СИК“. Смятан е за съсобственик в застрахователната компания „Бул инс“, въпреки че номиналните собственици са офшорни компании и връзката е недоказуема. „Бул инс“ поглъща „застрахователните“ структури на СИК, след като те не получават лиценз през 1998 г.
Името на Божков се споменава в изтеклата чрез Уикилийкс кореспонденция на посолството на САЩ в България. Заедно с Тодор Батков, Гриша Ганчев и братята Красимир и Николай Маринови – Маргините, Божков е даден като пример „за някои от най-известните връзки“ на българския бизнес с организираната престъпност.
Пак според изтекла през Уикилийкс информация, през 2009 г. временно изпълняващият длъжността посланик на САЩ в България Джон Ордуик в дипломатическа грама определя Божков като „най-печално известния гангстер“ и констатира, че Божков все още е активен „в прането на пари, в приватизационните измами, в заплахите, в изнудването, в рекета и в незаконната търговия с антики“.

### Отнемане на лиценз за хазартна дейност, напускане на страната и повдигане на обвинения
През декември 2019 г. срещу Васил Божков е подаден сигнал в прокуратурата от неговите съдружници в компанията „Еврофутбол“, братята Цветомир и Боян Найденови. В сигнала те твърдят, че Божков ги е заплашвал с убийство ако не му прехвърлят дялове от техни компании. Освен това е посочено, че Божков укрива дължими към държавата такси за хазартната си дейност. Наредена е проверка от финансовия министър и през януари 2020 г. Агенцията за държавна финансова инспекция (АДФИ) излиза с доклад, според който в хазната са постъпили с 210 млн. лв. по-малко от дължимото, защото Държавната комисия по хазарта (ДКХ) е таксувала по различен начин държавния „Български спортен тотализатор“ (БСТ) и частните лотарии, контролирани от Божков – „Национална лотария“ и „Лотария България“. Това дава повод на държавата да предложи нов закон, според който само тя ще може да организира лотарийни игри чрез БСТ, което на практика означава спиране на дейността на компаниите на Божков. Дни по-късно Божков напуска България и се установява в Дубай (ОАЕ). Малко след това прокуратурата повдига срещу него седем обвинения, включително за ръководство на организирана престъпна група, сформирана с цел изнудване, принуда, данъчни престъпления, пране на пари и длъжностни престъпления, които впоследствие нарастват до осемнайсет. Божков е обявен за издирване чрез Интерпол, но поради липса на двустранни споразумения с ОАЕ, екстрадицията му на този етап изглежда невъзможна. Обвинения са отправени и към най-близките му партньори в бизнеса – Георги Попов, Александър Тумпаров, Елена Динева и Борис Бекяров. След бягството си Божков започва активно да се изявява в социалните мрежи Фейсбук и Туитър, в които остро критикува българските власти, наричайки ги „хунта“. Твърди, че е бил подлаган на системен рекет, за да може да оперира безпроблемно бизнеса си.

### Участие в политиката
След заминаването си за Дубай става идеолог на политическа партия. През юли 2020 г. е създадена „Гражданска платформа Българско лято“ – ГПБЛ. Регистрацията е забавена от съда и на изборите през април 2021 г. ползва като мандатоносител БНО, която печели около 3% от гласовете. След изборите от прокуратурата обявяват, че активисти на партията са замесени в схема за купуване на гласове.
На следващите избори на 11.07.2021 гражданска платформа „Българско лято“ печели 1,9% от гласовете в България.

### Санкции от САЩ
На 2 юни 2021 г. Службата за контрол на чуждестранните активи на Министерството на финансите на САЩ налага санкции на Васил Божков, Делян Пеевски и Илко Желязков за тяхната значителна роля в корупцията в България, както и техните мрежи, обхващащи 64 компании. Те са санкционирани съгласно Указ 13818, който допълва и прилага Глобалния закон „Магнитски“ за отчетност при нарушаване на човешките права и е насочен срещу извършителите на тежки нарушения на човешките права и корупция в целия свят.

## Съдебни дела
На 7 май 2024 година Софийският градски съд измени мярката за неотклонение на Васил Божков от домашен арест в парична гаранция в размер на 130 000 лв. СГС прииема, че няма опасност Божков да се укрие. Освен това съдът се мотивира, че Божков цели 8 месеца е бил под домашен арест и не може да повлияе на следствието. Решението не е окончателно.

## Литературен образ
Прототипът на един от героите в първия роман на Людмила Филипова – „Анатомия на илюзиите“, Борис Буков, е Васил Божков.